# OPUS

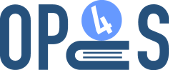
OPUS 4的LOGO

OPUS 4是德國一款开源跨平台资料（儲存）库軟體，用於機構和專業儲存庫的操作以及管理各种电子文档，在GPLv3授权协议下开发语言为PHP，提供檢索、浏览和发布等功能。

## 概要
OPUS 4是在GPLv3授权协议下的开源跨平台的资料（儲存）库软件，开发语言为PHP，主要用於機構和專業儲存庫的操作以及管理各种电子文档，提供檢索、浏览和发布功能。OPUS 4可以對包含或不包含全文的文件進行索引、出版、管理、研究和分發。文件的原始資料可以在發布過程中經由線上表格輸入，並由適當授權的人員管理。
OPUS 4基於德國標準，尤其是DINI-AG電子出版和Dini證書的建議。軟體支援OAI-PMH 2.0協定、統一資源名稱（URN）和數位物件識別碼（DOI）的自動分配，以便清楚引用以及將文件傳送到德國國家圖書館和OPEN-AIRE。

## 外部参考
- .   [2012-09-12]. （原始内容存档于2012-09-11） （德语）.
- OPUS 4 （页面存档备份，存于）-GitHub